# الخراز (مسلسل)
مسلسل الخراز (2007) مسلسل كويتي عن رواية درامية حقيقية من تأليف الكاتبة والممثلة الكويتية حياة الفهد.
تدور أحداث المسلسل حول 4 أبناء (بنتين وابنين) الابنة الأولى وهي فاطمة، الوحيدة التي تحب والديها أما الابن الأصغر فزوجته تتحكم به والابن الأكبر أعماه حب المال، أما البنت الصغرى فهي متكبرة بسبب دلال والديها المفرط لها، يتحدث المسلسل عن مسألة سوء ظاهرة عقوق الوالدين من خلال هذه العائلة وما يعقبها من حسرة وندم وعدم توفيق في الدين والدنيا.
المسلسل بطولة حياة الفهد بدور الأم (شريفة) وغانم الصالح بدور الأب (جاسم الخراز) ومنى شداد بدور فاطمة وعلي جمعة بدور الأخ الأكبر محمد ومجموعة من الفنانين منهم محمد جابر وهند البلوشي وهبة الدري ونواف النجم وملاك وصادق بهبهاني.